# Xã Monroe, Quận Fremont, Iowa
Xã Monroe (tiếng Anh: Monroe Township) là một xã thuộc quận Fremont, tiểu bang Iowa, Hoa Kỳ. Năm 2010, dân số của xã này là 230 người.